# Carlos Eduardo de Fiori Mendes
Nu confundați cu Ricardo Manuel Ferreira Sousa, de asemeni cunoscut ca Cadú.
Carlos Eduardo de Fiori Mendes, sau Cadú (n. 31 august 1986, Andradina, São Paulo, Brazilia), este un fotbalist brazilian care evoluează la clubulul Balzan din Malta.

## Statistici carieră
La 17 martie 2013.
| Sezon         | Club                 | Ligă          | M         | G         | M    | G    | M      | G      | M     | G     |
| Serbia        | Serbia               | Serbia        | Campionat | Campionat | Cupă | Cupă | Europa | Europa | Total | Total |
| ------------- | -------------------- | ------------- | --------- | --------- | ---- | ---- | ------ | ------ | ----- | ----- |
| 2009–10       | Steaua Roșie Belgrad | SuperLiga     | 21        | 3         | 0    | 0    | 4      | 2      | 25    | 5     |
| 2010–11       | Steaua Roșie Belgrad | SuperLiga     | 26        | 5         | 5    | 0    | 2      | 1      | 33    | 6     |
| 2011–12       | Steaua Roșie Belgrad | SuperLiga     | 20        | 11        | 2    | 0    | 4      | 1      | 26    | 12    |
| 2012–13       | Steaua Roșie Belgrad | SuperLiga     | 13        | 2         | 0    | 0    | 3      | 0      | 16    | 2     |
| Total         | Serbia               | Serbia        | 80        | 21        | 7    | 0    | 13     | 4      | 100   | 25    |
| Total carieră | Total carieră        | Total carieră | 80        | 21        | 7    | 0    | 13     | 4      | 100   | 25    |

## Palmares
Steaua Roșie
- Cupa Serbiei (2): 2009–10, 2011–12